# Lampanyctus lepidolychnus
Lampanyctus lepidolychnus är en fiskart som beskrevs av Becker, 1967. Lampanyctus lepidolychnus ingår i släktet Lampanyctus och familjen prickfiskar. Inga underarter finns listade i Catalogue of Life.